# Bangkok G Story
Bangkok G Story (ตัวอย่างซีรี่ย์) è una webserie thailandese a tematica omosessuale andata in onda, per la prima volta, dal 9 dicembre 2017 al 2 aprile 2019 per un totale di 23 episodi (comprensivi di 3 speciali).

## Trama
G è un ragazzo omosessuale che si trasferisce a Bangkok alla ricerca di un fidanzato. Li trascorre gran parte del tempo con i suoi due amici, anche loro omosessuali, T e B. I tre vivranno molte avventure legate al mondo del sesso e troveranno nuovi amori e amicizie.

## Personaggi

### Principali
- G, interpretato da Nuttapon Cholvibool
Si è trasferito da poco a Bangkok e incomincia a lavorare, assieme a T, al dipartimento risorse umane di un'azienda. Vuole fortemente trovare un fidanzato con il quale passare tutta la sua vita.
- T, interpretato da Jutapat Jarernsungnern
Lavora assieme a G al dipartimento risorse umane di un'azienda. Ha un pene enorme e a causa di ciò molte volte ha problemi nell'intrattenere relazioni sessuali con gli altri uomini. Sebbene inizialmente sia sessualmente promiscuo con il tempo desidera avere una relazione stabile.
- B, interpretato da Bancha Boomsomsuk
Prostituto, desainer freelance, venditore di magliette e successivamente modello è un'amante del lusso e per soddisfare i suoi desideri si prostituisce (anche se lui non considera la cosa in questo modo) con altri uomini.

### Secondari
- M, interpretato da Rattichart Saechua
Da poco trasferito a Bangkok è un ufficiale governativo che lavora presso il municipio cittadino. È molto muscoloso e teme che i suoi colleghi e i suoi familiari scoprano la sua omosessualità. Inizialmente è fidanzato con L con il quale è sessualmente attivo ma durante la storia si scopre preferire il ruolo passivo.
- L, interpretato da Kannaphong teerakijsilp
Fidanzato di M e stewart presso una compagnia aerea.
- S, interpretato da Tanawit Tuetong
Diventerà il fidanzato di G ed è estremamente appassionato di sesso di gruppo.
- J, interpretato da Gumpanatnapatanit Uttsawaratsuwan
Ragazzo particolarmente effeminato che è alla disperata ricerca di un fidanzato.
- Q, interpretato da Tetagon Pottanagul
Modello e amico delle superiori di B. Si scoprirà che fu il suo fidanzato e che lo lasciò perché quest'ultimo andò a studiare in un'università lontana.

## Episodi
| Episodio   | Titolo in italiano           | Messa in onda    |
| ---------- | ---------------------------- | ---------------- |
| 1          | Gel lubrificante             | 9 dicembre 2017  |
| 2          | Linea laterale               | 16 dicembre 2017 |
| 3          | Webcam                       | 23 dicembre 2017 |
| 4          | Masturbazione con la mano    | 30 dicembre 2017 |
| 5          | Video clip                   | 6 gennaio 2018   |
| 6          | Appuntamento al buio parte 1 | 20 gennaio 2018  |
| 7          | Appuntamento al buio parte 2 | 7 gennaio 2018   |
| 8          | Threesome                    | 16 gennaio 2018  |
| 9          | Nuovo amico                  | 17 gennaio 2018  |
| 10         | Songkran Festival            | 18 gennaio 2018  |
| 11         | Uomo ideale                  | 19 gennaio 2018  |
| 12         | Ti amo                       | 22 gennaio 2018  |
| 13         | Gioco                        | 23 gennaio 2018  |
| 14         | Verdura                      | 24 gennaio 2018  |
| 15         | Un ricco cinese              | 4 agosto 2018    |
| 16         | Orgia                        | 11 agosto 2018   |
| 17         | Spy Camera                   | 18 agosto 2018   |
| 18         | Invito                       | 25 agosto 2018   |
| 19         | Stay Night                   | 1 settembre 2018 |
| 20         | Conclusione                  | 8 settembre 2018 |
| speciale 1 | Samet Island parte 1         | 2 aprile 2019    |
| speciale 2 | Samet Island parte 2         | 2 aprile 2019    |
| speciale 3 | Samet Island parte 3         | 2 aprile 2019    |